# Хабіб-шах
Хабіб-шах (д/н — після 1561) — 18-й султан Кашміру в 1557—1561 роках.

## Життєпис
Походив з династії Сваті (Шах-Міри). Син султана Ісмаїл-шаха та доньки візира Каджі Чаки. Народився десь на початку 1540-х років. Тривалий час перебував з батьком у вигнанні. 1555 року після відновлення Ісмаїл-шаха на троні став спадкоємцем.
1557 року після смерті батька став новим султаном, але фактичну владу мав його дядько — візир Газі Чака. 1561 року той під приводом фізичної недієздатності повалив Хабіб-шаха, оголосивши себе новим султаном. Династія Сваті припинила існування.